# Estación de Roosendaal
La estación de Roosendaal es una estación de trenes neerlandesa situada en Roosendaal, en la provincia de Brabante Septentrional. Pertenece a la línea  de Red ferroviaria S-Trein de Amberes.

## Situación ferroviaria
La estación sirve las siguientes frecuencias:
- 2x por hora - Servicio Intercity (NS): Ámsterdam - Haarlem - Leiden - The Hague - Rotterdam - Dordrecht - Roosendaal - Vlissingen
- 2x por hora - Servicio Intercity (NS): Zwolle - Deventer - Zutphen - Arnhem - Nimega - Bolduque - Tilburgo - Breda - Roosendaal
- 2x por día laboral - Servicio Intercity (NS): Roosendaal - Vlissingen (servicio expres entre Roosendaal y Vlissingen, con paradas en Middelburg, Goes y Bergen op Zoom).
- 1x por hora - Servicio S-Trein (NMBS/SNCB): Roosendaal - Essen - Antwerpen Centraal (Amberes) - Antwerpen Zuid (Amberes Sur) - Puurs (Sólo en días laborales)
- 2x por hora - Sprinter (NS): Dordrecht - Roosendaal